# Disclisioprocta impauperata
Disclisioprocta impauperata là một loài bướm đêm trong họ Geometridae.